# Cathédrale du Saint-Nom de Brisbane
Cette  cathédrale n’est pas la seule cathédrale du Saint-Nom.
La cathédrale du Saint-Nom de Brisbane (en anglais : Holy Name Cathedral) désigne un projet imaginé par l'archevêque de Brisbane James Duhig au début des années 1920. Dans l'esprit de son concepteur, il s'agissait de fonder une nouvelle cathédrale surpassant par ses dimensions les autres églises de la ville, à commencer par la cathédrale Saint-Étienne, alors toujours inachevée. 

Le site retenu par les autorités diocésaines, autrefois connu sous le nom de Duncan's Hill, était depuis 1860 la propriété de l'église catholique. Situé à l'intersection de Ann street, Gotha street et Gipps street, dans le quartier de Fortitude Valley, il constitue aux yeux de l'archevêque un site idéal.

## Rappel historique
La création de l'évêché de Brisbane en 1859 explique la volonté du premier titulaire de la charge épiscopale de fonder une véritable cathédrale, en remplacement de la chapelle Saint-Étienne (Saint Stephen's chapel) qui en tient lieu tant bien que mal. Ainsi sortent de terre les premiers murs de la cathédrale Saint-Étienne, sous l'impulsion de l'évêque James Quinn qui en bénit la première pierre le 26 décembre 1863.
Les travaux de ce nouvel édifice sont sur le point d'être achevés - après presque 80 ans de travaux - lorsque l'archevêque James Duhig, nommé en 1917, décide au début des années 1920 de bâtir une nouvelle cathédrale sur un site appartenant à l'épiscopat du Queensland. 

À l'origine, ce site abrite une résidence nommée « Dara ». Celle-ci est construite dans le premier tiers du XIXe siècle par un riche fonctionnaire nommé William Augustine Duncan, avant que l'église catholique ne s'en porte acquéreur vers 1860. « Dara » devient la résidence de l'évêque James Quinn, puis de son successeur Robert Dunne, qui en ordonne la démolition en 1891 afin de bâtir une résidence plus vaste. Cette dernière est également détruite en 1928, afin de laisser place au chantier. 

Le 16 septembre de cette même année, la première pierre de l'édifice est posée en présence du légat du pape, le cardinal Cerretti.

Cette cérémonie solennelle attire alors près de 35 000 personnes.

## Architecture
Les travaux ont été confiés au cabinet d'architectes Hennessy, Hennessy & Co, sous la direction de Jack Hennessy. Celui-ci a dessiné les plans d'un sanctuaire qui, à la demande de James Duhig, devait être l'un des plus grands sanctuaires de l'hémisphère sud.

Les travaux sont initialement estimés à £750 000, somme qui ne cessera de croître au fil du temps.
Le parti architectural choisi est librement inspiré de l'art de la Renaissance. Les dimensions prévues sont à la hauteur des attentes de l'épiscopat : basé sur un plan en croix latine, la nouvelle cathédrale doit se composer d'un triple vaisseau mesurant 27,5 mètres de large sur 36,5 mètres de long, prolongé d'un transept de près de 66 mètres de large. 

La longueur totale de l'édifice doit être de 104 mètres de l'abside au narthex, pour une hauteur de 25,5 mètres. 

La façade doit quant à elle être flanquée de deux tours jumelles de 39 mètres.
Les travaux débutent par la construction d'un mur d'enceinte, suivis par l'édification d'une crypte. Cependant, les fonds viennent rapidement à manquer du fait de la Grande Dépression qui plonge l'économie mondiale dans le chaos. C'est à grand-peine que la crypte est achevée en 1934, tandis que certaines voix s'élèvent pour que cessent les travaux, ce qui arrive effectivement peu après, faute de fonds.

## L'abandon
Le rêve du prélat tourne à la bataille judiciaire avec les architectes quelques années plus tard, tandis que le chantier de la nouvelle cathédrale est définitivement laissé à l'abandon. Des offices religieux sont célébrés dans la crypte durant quelques années, avant que l'épiscopat ne décide de vendre le terrain et ses constructions à un promoteur immobilier en 1985, la société F.A. Pidgeon & Son Pty. Ltd. Après en avoir demandé l'autorisation en 1991, celle-ci procède à la destruction de la crypte afin d'édifier à la place un complexe commercial et résidentiel.

Celui-ci, baptisé « Cathedral place » est inauguré le 30 avril 1999 par le maire de Brisbane, Jim Soorley.
Seuls deux murs de porphyre surmontés d'une balustrade d'inspiration Renaissance, en bordure de Ann street et de Gotha street, gardent encore la trace de l'ambitieux projet de James Duhig.